# James Finn
 (juin 2017).
Si vous disposez d'ouvrages ou d'articles de référence ou si vous connaissez des sites web de qualité traitant du thème abordé ici, merci de compléter l'article en donnant les références utiles à sa vérifiabilité et en les liant à la section « Notes et références ».
James Finn était un consul britannique à Jérusalem, lorsque la région appartenait à l'empire ottoman (1846–1863). Il arriva à Jérusalem en 1845 avec son épouse, Elizabeth Anne Finn. Finn était un chrétien dévot, et militait en faveur du prosélytisme chrétien parmi les juifs, qu'il voyait comme l'aboutissement de sa carrière. Mais malgré cela, il ne s’engagea pas dans des activités missionnaires durant son poste à Jérusalem.

## Biographie
Finn était un écrivain et un philanthrope. Il était partisan de l’idéologie très en vogue à cette époque, concernant la productivité. En 1853, il fit l’acquisition de Karm al-Khalil, une parcelle de terrain en dehors de la vieille ville. Finn employa des agriculteurs juifs pour y construire une première maison, en 1855.  Il fit par la suite construire des citernes et une fabrique de savons de qualité, destinés à être vendus aux touristes.
Il participa également, à l’établissement expérimental d'une ferme dans un village en périphérie de Bethléem.